# Championnat de Polynésie française de football 2021-2022
Navigation
Saison précédente Saison suivante
La saison 2021-2022 du Championnat de Polynésie française de football est la soixante-quinzième édition du championnat de première division en Polynésie française. Les douze meilleurs clubs de Polynésie sont regroupés au sein d'une poule unique, la Ligue Mana, où ils s'affrontent à deux reprises au cours de la saison. Le dernier est relégué en Division 2 tandis que l'avant-dernier affronte le vice-champion de Division 2 en barrage de promotion-relégation.
C'est l’AS Pirae, tenant du titre, qui est à nouveau sacrée champion de Polynésie cette saison après avoir terminé en tête du classement final. C'est le onzième titre de champion de Polynésie française de l’histoire du club, le troisième consécutif.

## Qualifications continentales
Le champion de Polynésie française et son dauphin obtiennent chacun leur billet pour la phase préliminaire de la Ligue des champions de l'OFC 2023.

## Les clubs participants
- AS Pirae
- AS Tefana
- AS Vénus
- AS Dragon
- AS Olympique de Mahina
- AS Tamarii Punaruu - Promu de Division 2
- AS Pueu
- AS Excelsior
- AS Tamarii Temanava - Promu de Division 2
- AS Mataiea
- Association sportive Tiaré Tahiti
- AS Central Sports

## Compétition

### Classement
Le barème utilisé pour établir le classement est le suivant :
- Victoire : 4 points
- Match nul : 2 points
- Défaite : 1 point

En cas d'égalité de points, ce sont les résultats des confrontations directes qui sont prises en compte.
Les clubs peuvent obtenir des points de bonus en remplissant certaines conditions concernant les entraîneurs et les arbitres.
| Rang | Équipe                            | Pts  | J  | G  | N | P  | Bp  | Bc  | Diff |
| ---- | --------------------------------- | ---- | -- | -- | - | -- | --- | --- | ---- |
| 1    | AS PiraeT                         | 77-1 | 22 | 18 | 2 | 2  | 95  | 14  | +81  |
| 2    | AS Dragon                         | 76   | 22 | 17 | 3 | 2  | 114 | 24  | +90  |
| 3    | AS Vénus                          | 76   | 22 | 17 | 3 | 2  | 98  | 19  | +79  |
| 4    | AS Tefana                         | 69   | 22 | 14 | 5 | 3  | 71  | 27  | +44  |
| 5    | AS Tamarii PunaruuP               | 54-1 | 22 | 10 | 3 | 9  | 40  | 38  | +2   |
| 6    | AS Central Sports                 | 54   | 22 | 10 | 2 | 10 | 44  | 50  | -6   |
| 7    | AS Pueu                           | 50   | 22 | 9  | 1 | 12 | 50  | 48  | +2   |
| 8    | AS Tamarii TemanavaP              | 42-2 | 22 | 7  | 1 | 14 | 45  | 68  | -23  |
| 9    | AS Olympique de Mahina            | 41   | 22 | 6  | 1 | 15 | 31  | 86  | -55  |
| 10   | Association sportive Tiaré Tahiti | 40-2 | 22 | 6  | 2 | 14 | 29  | 54  | -25  |
| 11   | AS Excelsior                      | 35   | 22 | 4  | 1 | 17 | 30  | 96  | -66  |
| 12   | AS Mataiea                        | 24-1 | 22 | 1  | 0 | 21 | 23  | 146 | -123 |

|  | Qualification pour le tour préliminaire de la Ligue des champions de l'OFC 2023 |
|  | Relégation directe en deuxième division                                         |
|  | Retrait du championnat en fin de saison                                         |
|  | T : Tenant du titre P : Promu de Division 2                                     |

- Points de pénalités indiqués en rouge.

## Bilan de la saison
| Championnat de Polynésie française de football 2021-2022 |                                   |
| Champion                                                 | AS Pirae (11e titre)              |
| Coupes et trophées                                       |                                   |
| Vainqueur de la Coupe de Polynésie française 2021-2022   | AS Vénus                          |
| Qualifications continentales                             |                                   |
| Ligue des champions de l'OFC 2023                        | AS Pirae                          |
| Ligue des champions de l'OFC 2023                        | AS Dragon                         |
| Promotions et relégations                                |                                   |
| Promus en Ligue Mana                                     | AS Taiarapu FC                    |
| Promus en Ligue Mana                                     | AS Jeunes Tahitiens               |
| Relégués en Division 2                                   | Association sportive Tiaré Tahiti |
| Relégués en Division 2                                   | AS Mataiea                        |